# Puls (álbum)
Puls es el tercer álbum de estudio del grupo musical sueco Gyllene Tider. Fue publicado el 26 de agosto de 1982 a través de Parlophone.

## Lista de canciones
Todas las canciones escritas y compuestas por Per Gessle, excepto donde esta anotado. 
| Lado uno |                                               |                      |          |  |
| N.º      | Título                                        | Música               | Duración |  |
| 1.       | «(Hon vill ha) Puls»                          |                      | 3:33     |  |
| 2.       | «Vän till en vän»                             |                      | 3:06     |  |
| 3.       | «Sommartider»                                 |                      | 3:23     |  |
| 4.       | «Jag vänder mig om»                           | Mats Persson, Gessle | 4:03     |  |
| 5.       | «Kustvägen söderut»                           | Persson, Gessle      | 2:44     |  |
| 6.       | «Vandrar i ett sommarregn» (con Eva Dahlgren) |                      | 4:49     |  |

| Lado dos |                                       |                 |          |  |
| N.º      | Título                                | Música          | Duración |  |
| 1.       | «Händerna»                            |                 | 3:00     |  |
| 2.       | «Flickan i en Cole Porter-sång»       |                 | 3:52     |  |
| 3.       | «Upphetsad»                           |                 | 2:50     |  |
| 4.       | «Honung och guld»                     |                 | 3:50     |  |
| 5.       | «Som regn på en akvarell»             | Persson, Gessle | 2:52     |  |
| 6.       | «För mycket är aldrig nog»            |                 | 2:48     |  |
| 7.       | «Lova att du aldrig glömmer bort mig» | Persson         | 3:25     |  |

## Posicionamiento
| Gráfica (1982)             | Pico de posición |
| -------------------------- | ---------------- |
| Noruega (VG-lista)         | 12               |
| Suecia (Sverigetopplistan) | 1                |